# Арабизация берберов
К арабизированным берберам принадлежат жители Магриба, региона на западе Северной Африки, чьим родным языком является один из местных диалектов арабского, и чье этническое происхождение восходит к берберам.
Большая часть населения Магриба имеет берберские корни, включая жителей Марокко, Алжира, Туниса и Ливии. Широко распространенный переход от берберских языков к арабскому имеет место, по крайней мере частично, по причине более престижного статуса арабского языка государствах Северной Африки. Это положение сохранялось с момента завоевания Омейядами Северной Африки в 652 году вплоть до колонизации этих земель французами в 20 веке, а также связано с миграциями арабов с Аравийского полуострова.

## История
Средневековые арабские источники называют Северную Африку (включая Египет) "землёй берберов" (ар. بلادالبربر) вплоть до арабского завоевания Северной Африки.
Этот термин мог дать основу Берберии, термину,  которым европейцы до 19 века обозначали прибрежные регионы северо-западной Африки.
С момента, когда в регион стали проникать ислам и арабская культура, в арабском языке он стал называться Аль-Магриб (дословно "запад"), поскольку он считался наиболее западной частью света. Средневековые арабские и исламские историки называют Марокко "Al-Maghrib al Aqşá" (дословно "дальний запад"), Алжир Al-Maghrib al Awsat ("средний запад"), Тунис и Ливию , Al-Maghrib al Adna ("ближний запад").

## Берберизм и лингвистическая арабизация
Согласно мнению берберских активистов, большинство алжирцев и марокканцев являются берберами, забывшими свои корни. 
Северная Африка была в значительной степени арабизирована в 7 веке н.э с распространением ислама, когда арабский, как язык литургии, впервые распространился в регионе. Однако северо-западная Африка долгое время после этого хранила берберскую идентичность. Более того, хотя процесс арабизации начался давно, некоторые места, например, горный массив Орес, были не затронуты им до 19-20 столетий. Однако наиболее плодородные земли, скорее всего, были как минимум частично арабизированы уже в 11 веке с приходом арабов из Бану Хиляль.